# Pedro Manrique de Lara
Pedro Manrique de Lara (m. janeiro de 1202), foi o segundo senhor de Molina e de Mesa e o 13º visconde de Narbona.

## Relações familiares
Foi filho de Manrique Perez de Lara, 1º senhor de Molina  e de Ermesenda, senhora de Narbona, filha Emérico II, visconde de Narbona e de Ermengarda. 
Casou-se três vezes. A primeria vez antes de 1165 com a infanta Sancha Garcês, filha de Garcia Ramires de Pamplona e de Urraca Afonso, a Asturiana filha ilegítima do rei Afonso VII de Leão e Castela e de Gontrodo Peres, de quem teve a:
- Garcia Perez de Lara [2][3]
- Emérico III de Narbona (m.  Narbona, 1 de fevereiro de 1239), visconde de Narbona, casado por duas vezes, a primeira com Guilhermina de Moncada e a segunda com Margarida de Montmorency, senhora de Verneuil.

Seu segundo matrimónio foi cerca de 1177 com Margarita, possivelmente Margarita de Huntingdon da casa real de Escócia de quem não teve descendência.
Sua terceira esposa foi Mahalda, cujo origem é desconhecido, com quem teve a:
- Gonçalo Peres Manrique de Lara (m. em 1238),[5][3] 3º senhor de Molina, casado antes de 1212 com Sancha Gomes de Trava, filha do conde galego Gomes Gonçalves de Trava.[6]

- Rodrigo Perez Manrique de Lara,[3][7] senhor de Montpézat, aparece em 1202 na documentação fazendo um intercambio de umas propriedades com seu irmão Gonçalo e em 1203 confirmou uma doação de seu tio Fernando Nunes de Lara. "...estava mais vinculado a Narbona e aparece nos diplomas dessa região até 1208".[8]

Teve outro filho, embora não se sabe se era o filho de Sancha ou de Mahalda.
- Nuno Peres de Lara. Em 1225  testemunhou uma doação de seu prima Aurembiaix de Urgel e seu primeiro marido Álvaro Peres de Castro. As últimas notícias de Nuno foram em 1228 quando Aurembiaix doou-lhe certas propriedades em Bretravillo na comarca de Cerrato.[9]